# Verdopplungszeit
Die Verdopplungszeit (auch Verdoppelungszeit oder Doppelwertszeit genannt) bezeichnet die Zeitspanne, in der sich eine exponentiell wachsende Größe (beispielsweise die Bevölkerung eines Landes oder eine Tierpopulation) verdoppelt. Sie ermöglicht eine bessere Vergleichbarkeit des Wachstums unterschiedlicher Größen gegenüber dem Vergleich anhand der absoluten Größenänderung. Eine kürzere Verdopplungszeit bedeutet ein schnelleres Wachstum, eine längere Verdopplungszeit ein langsameres Wachstum. Die Verdopplungszeit ist mathematisch mit der Halbwertszeit verwandt. In der Mikrobiologie wird sie auch als Generationszeit bezeichnet. 

## Definition
Die Verdopplungszeit {\displaystyle t_{V}} wird mit folgender Gleichung aus der Wachstumsrate {\displaystyle p} oder dem Wachstumsfaktor {\displaystyle q} berechnet:
{\displaystyle t_{V}={\frac {\ln(2)}{\ln(1+p)}}={\frac {\ln(2)}{\ln(q)}}}
Beispiel: Wächst die Bevölkerung eines Landes jährlich um 2 % beträgt der Wachstumsfaktor {\displaystyle q=1{,}02}. Daraus ergibt sich eine Verdopplungszeit von {\displaystyle t_{V}={\tfrac {\ln(2)}{\ln(1{,}02)}}\approx 35{,}0028}. Die Bevölkerung verdoppelt sich also etwa alle 35 Jahre.
Eine näherungsweise Berechnung aus der Wachstumsrate {\displaystyle p} (in Prozent angegeben) ist z. B. mit der 72er-Regel möglich: {\displaystyle t_{V}\approx 72/p}. Beispiel: Bei einem jährlichen Bevölkerungswachstum von 2 % beträgt die Verdopplungszeit etwa {\displaystyle t_{V}\approx 72/2=36} Jahre.

## Herleitung
Gegeben ist die zeitlich exponentiell wachsende Größe {\displaystyle N}:
{\displaystyle N(t)=N_{0}\cdot q^{t}},   mit   {\displaystyle N_{0}\neq 0}.
Zum Zeitpunkt {\displaystyle t=t_{V}} soll sich der Wert verdoppelt haben, d. h.
{\displaystyle N(t_{V})=N_{0}\cdot q^{t_{V}}=2\cdot N_{0}}.
Eine Division durch {\displaystyle N_{0}} sowie Logarithmieren führt auf
{\displaystyle \ln \left(q^{t_{V}}\right)=\ln(2)}.
Mit dem Logarithmengesetz für Potenzen ergibt sich
{\displaystyle t_{V}\cdot \ln(q)=\ln(2)}
und schließlich
{\displaystyle t_{V}={\frac {\ln(2)}{\ln(q)}}}.